# Oleksiy Oliynyk
Oleksiy Oliynyk (Carcóvia, 25 de junho de 1977) é um lutador russo-ucraniano de artes marciais mistas e grappler, atualmente compete no peso-pesado do Ultimate Fighting Championship. Já competiu em eventos como M-1 Global, Bellator MMA, Konfrontacja Sztuk Walki e YAMMA Pit Fighting.

## Carreira noGrappling
Durante seu campo de treinamento com a K-Dojo Warrior Tribe em Abril de 2011, Oliynyk participou de dois torneios de Grappling, ele ganhou na divisão dos Absolutos em um torneio de grappling organizado por Eddie Alvarez, e também ganhou a faixa preta No-Gi avançada Superweight (210 lbs ou mais) divisão no Grapplers Quest "Beast of the East 2011" tournament.

## Carreira no MMA
Oliynyk representou a Rússia no Time Imperial no M-1 Challenge 2009, onde ele derrotou Sang Soo Lee. Alexey foi altamente considerado um especialista em grappling, que ele desenvolveu em seu treinamento no tradicional Ju-Jitsu e competições no Sambo. Ele enfrentou o faixa preta de JJB de Robin Gracie, o catalão Rogent Lloret em uma luta que terminou em empate. Após sua derrota para Chris Tuchscherer ele acumulou 12 lutas sem derrota. Essa sequência terminou quando ele foi derrotado por nocaute técnico no primeiro round contra Michal Kita no ProFC – HW Grand Prix 2009. A partir de 2013, ele voltou a uma sequencia de vitórias, engrenando oito vitórias seguidas, sete delas por finalização e uma por nocaute técnico.

### Bellator MMA
No verão de 2010, sob tutela do treinador principal da K-Dojo Murat Keshtov, Oliynyk participou do Torneio de Pesados inaugural do Bellator Fighting Championships. Ele enfrentou Mike Hayes no round de abertura e venceu a luta por decisão dividida.
Em sua próxima luta ele foi parado na semifinal por Neil Grove. Ele perdeu por nocaute técnico aos 0:45 do primeiro round.

### Ultimate Fighting Championship
Em Novembro de 2013 Oliynyk anunciou que havia assinado um contrato com o UFC, e era esperado para enfrentar Jared Rosholt em 25 de Janeiro de 2014 no UFC on Fox: Henderson vs. Thomson. No entanto, Oliynyk foi forçado a se retirar da luta com uma lesão e Rosholt foi retirado do card também.
Em sua estreia, Oliynyk enfrentou o também estreante Anthony Hamilton em 28 de Junho de 2014 no UFC Fight Night: Swanson vs. Stephens. Ele venceu a luta com um neck crank no primeiro round.
Oliynyk enfrentou Jared Rosholt em 22 de Novembro de 2014 no UFC Fight Night: Edgar vs. Swanson. Ele venceu a luta por nocaute no primeiro round, e ganhou o prêmio de Performance da Noite.
Oliynyk enfrentou o polonês Daniel Omielańczuk em 13 de Junho de 2016 no UFC Fight Night: McDonald vs. Lineker. Ele perdeu a luta por decisão majoritária.

## Títulos

### Sambo
- Federação Mundial de Combat Sambo
  - Campeão Mundial de Combat Sambo (2005) [15]
  - Campeão Euro-Asiático de Sambo Champion (2001) [15]
- Federação Russa de Combat Sambo
  - Campeão Russo de Combat Sambo (2003, 2004) [15]
  - Campeão de Moscou de Combat Sambo (5 vezes) [15]

## Cartel no MMA
| Cartel no MMA   |             |             |
| 76 lutas        | 59 vitórias | 16 derrotas |
| Por nocaute     | 8           | 9           |
| Por finalização | 46          | 2           |
| Por decisão     | 5           | 5           |
| Empates         | 1           | 1           |

| Res.    | Cartel  | Oponente                | Método                                 | Evento                                    | Data       | Round | Tempo | Local                         | Notas |
| ------- | ------- | ----------------------- | -------------------------------------- | ----------------------------------------- | ---------- | ----- | ----- | ----------------------------- | --- |
| Derrota | 59-16-1 | Sergey Spivak           | Decisão (Unânime)                      | UFC on ESPN: The Korean Zombie vs. Ige    | 19/06/2021 | 3     | 5:00  | Las Vegas, Nevada             | |
| Derrota | 59-15-1 | Chris Daukaus           | Nocaute Técnico (socos)                | UFC Fight Night: Blaydes vs. Lewis        | 20/02/2021 | 1     | 1:55  | Las Vegas, Nevada             | |
| Derrota | 59-14-1 | Derrick Lewis           | Nocaute Técnico (socos)                | UFC Fight Night: Lewis vs. Oleinik        | 08/08/2020 | 2     | 0:21  | Las Vegas, Nevada             | |
| Vitória | 59-13-1 | Fabrício Werdum         | Decisão (dividida)                     | UFC 249: Ferguson vs. Gaethje             | 09/05/2020 | 3     | 5:00  | Jacksonville, Flórida         | |
| Vitória | 58-13-1 | Maurice Greene          | Finalização (chave de braço)           | UFC 246: McGregor vs. Cowboy              | 18/01/2020 | 2     | 4:38  | Las Vegas, Nevada             | Performance da Noite. Primeiro lutador a ter vitórias dentro de quatro décadas (anos 90, 2000, 2010 e 2020). |
| Derrota | 57-13-1 | Walt Harris             | Nocaute (soco)                         | UFC on ESPN: dos Anjos vs. Edwards        | 20/07/2019 | 1     | 0:12  | San Antonio, Texas            | |
| Derrota | 57-12-1 | Alistair Overeem        | Nocaute Técnico (joelhada e socos)     | UFC Fight Night: Overeem vs. Oleinik      | 20/04/2019 | 1     | 4:45  | São Petesburgo                | |
| Vitória | 57-11-1 | Mark Hunt               | Finalização (mata leão)                | UFC Fight Night: Hunt vs. Oliynyk         | 15/09/2018 | 1     | 4:26  | Moscovo                       | Performance da Noite.                                                                                        |
| Vitória | 56-11-1 | Junior Albini           | Finalização (estrangulamento)          | UFC 224: Nunes vs. Pennington             | 12/05/2018 | 1     | 1:45  | Rio de Janeiro                | Performance da Noite.                                                                                        |
| Derrota | 55-11-1 | Curtis Blaydes          | Nocaute Técnico (interrupção médica)   | UFC 217: Bisping vs. St.Pierre            | 04/11/2017 | 2     | 1:56  | Nova Iorque, Nova Iorque      | |
| Vitória | 55-10-1 | Travis Browne           | Finalização (mata leão)                | UFC 213: Romero vs. Whittaker             | 08/07/2017 | 2     | 3:44  | Las Vegas, Nevada             | |
| Vitória | 54-10-1 | Viktor Pešta            | Finalização (estrangulamento ezekiel)  | UFC Fight Night: Rodríguez vs. Penn       | 15/01/2017 | 1     | 2:57  | Phoenix, Arizona              | Performance da Noite.                                                                                        |
| Derrota | 53-10-1 | Daniel Omielańczuk      | Decisão (majoritária)                  | UFC Fight Night: McDonald vs. Lineker     | 13/07/2016 | 3     | 5:00  | Sioux Falls, Dakota do Sul    | |
| Vitória | 53-9-1  | Jared Rosholt           | Nocaute (socos)                        | UFC Fight Night: Edgar vs. Swanson        | 22/11/2014 | 1     | 3:21  | Austin, Texas                 | Performance da Noite.                                                                                        |
| Vitória | 52-9-1  | Anthony Hamilton        | Finalização (pressão de pescoço)       | UFC Fight Night: Swanson vs. Stephens     | 28/06/2014 | 1     | 2:18  | San Antonio, Texas            | Estreia no UFC.                                                                                              |
| Vitória | 51-9-1  | Mirko Filipović         | Finalização (pressão de pescoço)       | Legend Fight Show 2                       | 08/11/2013 | 1     | 4:42  | Moscou                        | |
| Vitória | 50-9-1  | Dion Staring            | Finalização (triângulo de braço)       | ProFC 50                                  | 16/10/2013 | 1     | 1:41  | Rostov                        | |
| Vitória | 49-9-1  | Jeff Monson             | Finalização (mata leão)                | Oplot Challenge 54                        | 20/06/2013 | 2     | 2:12  | Carcóvia                      | |
| Vitória | 48-9-1  | Tony Lopez              | Finalização (triângulo)                | Oplot Challenge 53                        | 20/04/2013 | 3     | 3:19  | Carcóvia                      | |
| Vitória | 47-9-1  | Leo Pla                 | Nocaute Técnico (socos)                | Oplot Challenge 43                        | 16/03/2013 | 1     | 2:56  | Carcóvia                      | |
| Vitória | 46-9-1  | Martin Hudey            | Finalização (mata leão)                | Oplot Challenge 12                        | 10/11/2012 | 1     | 1:48  | Carcóvia                      | |
| Vitória | 45-9-1  | Mike Stewart            | Finalização (pressão de pescoço)       | WCMMA 1                                   | 15/09/2012 | 2     | 1:03  | Ledyard, Connecticut          | |
| Vitória | 44-9-1  | Jerry Otto              | Finalização (estrangulamento ezekiel)  | SK Oplot 2                                | 13/05/2012 | 1     | 2:20  | Carcóvia                      | |
| Vitória | 43-9-1  | Sergey Terezimov        | Finalização (chave de braço)           | SK Oplot 1                                | 25/03/2012 | 1     | 1:05  | Moscou                        | |
| Derrota | 42-9-1  | Jeff Monson             | Decisão (dividida)                     | M-1 Challenge 31                          | 16/03/2012 | 3     | 5:00  | Moscou                        | |
| Derrota | 42-8-1  | Magomed Malikov         | Nocaute Técnico (socos)                | Fight Star                                | 22/07/2011 | 1     | 2:39  | Anapa                         | |
| Vitória | 42-7-1  | Ernest Kostanyan        | Finalização (mata leão)                | Razdolie Cup                              | 26/06/2011 | 1     | 1:22  | Moscou                        | |
| Derrota | 41-7-1  | Neil Grove              | Nocaute Técnico (socos)                | Bellator 29                               | 16/09/2010 | 1     | 0:45  | Milwaukee, Wisconsin          | Semifinal do Torneio de Pesados                                                                              |
| Vitória | 41-6-1  | Mike Hayes              | Decisão (dividida)                     | Bellator 26                               | 26/08/2010 | 3     | 5:00  | Kansas City, Missouri         | Quartas de Final do Torneio de Pesados                                                                       |
| Derrota | 40-6-1  | Michał Kita             | Nocaute Técnico (socos)                | ProFC – HW Grand Prix 2009                | 28/11/2009 | 1     | 1:17  | São Petersburgo               | Final do ProFC HWGP                                                                                          |
| Vitória | 40-5-1  | Thiago Santos           | Finalização (mata leão)                | ProFC – HW Grand Prix 2009                | 28/11/2009 | 1     | 4:22  | São Petersburgo               | Segundo Roun do ProFC Mayor's Cup                                                                            |
| Vitória | 39-5-1  | Eddy Bengtsson          | Finalização (socos)                    | ProFC – HW Grand Prix 2009                | 28/11/2009 | 2     | 1:55  | São Petersburgo               | Round de Abertura do ProFC Mayor's Cup                                                                       |
| Empate  | 38-5-1  | Rogent Lloret           | Empate                                 | M-1 Global Presents Breakthrough          | 28/08/2009 | 3     | 5:00  | Kansas City, Missouri         | |
| Vitória | 38-5    | Lee Sang-Soo            | Finalização (estrangulamento ezekiel)  | 2009 M-1 Challenge Season                 | 21/02/2009 | 2     | 4:27  | Tacoma, Washington            | |
| Vitória | 37-5    | Jessie Gibbs            | Finalização (estrangulamento ezekiel)  | M-1 Mixfight                              | 11/01/2009 | 2     | 3:42  | Amstelveen                    | |
| Vitória | 36-5    | Islam Dadalov           | Nocaute Técnico (socos)                | ProFC – President Cup                     | 25/10/2008 | 1     | 2:33  | São Petersburgo               | Ganhou o ProFC Russian Presidents Cup                                                                        |
| Vitória | 35-5    | Abdülkhalik Magomedov   | Finalização (chave de calcanhar)       | ProFC – President Cup                     | 25/10/2008 | 1     | 0:48  | São Petersburgo               | |
| Vitória | 34-5    | Telman Sherifov         | Finalização (guilhotina)               | ProFC – Grand Prix                        | 04/10/2008 | 1     | 1:25  | São Petersburgo               | |
| Vitória | 33-5    | Oleg Kutepov            | Finalização (chave de braço invertida) | ProFC – Grand Prix                        | 04/10/2008 | 1     | 1:21  | São Petersburgo               | |
| Vitória | 32-5    | Baga Agaev              | Finalização (mata leão)                | ProFC – Grand Prix                        | 04/10/2008 | 1     | 3:47  | São Petersburgo               | |
| Derrota | 31-5    | Konstantyn Stryzhak     | Nocaute Técnico (socos)                | CSFU - Champions League                   | 13/09/2008 | 1     | 4:20  | Poltava                       | |
| Vitória | 31-4    | Makasharip Makasharipov | Decisão (unânime)                      | CSFU - Champions League                   | 13/09/2008 | 3     | 5:00  | Poltava                       | |
| Vitória | 30-4    | Alexander Timonov       | Finalização (estrangulamento ezekiel)  | M-1 Global                                | 27/06/2008 | 1     | 1:09  | São Petersburgo               | |
| Vitória | 29-4    | Daniel Dowda            | Decisão (unânime)                      | Konfrontacja Sztuk Walki                  | 09/05/2008 | 2     | 5:00  | Varsóvia                      | |
| Derrota | 28-4    | Chris Tuchscherer       | Decisão (unânime)                      | YAMMA Pit Fighting                        | 11/04/2008 | 1     | 5:00  | Atlantic City, New Jersey     | Semifinal do YAMMA Pit Fighting                                                                              |
| Vitória | 28-3    | Sherman Pendergarst     | Finalização (estrangulamento ezekiel)  | YAMMA Pit Fighting                        | 11/04/2008 | 1     | 4:18  | Atlantic City, New Jersey     | Quartas de Final do YAMMA Pit Fighting                                                                       |
| Vitória | 27-3    | Gela Getsadze           | Nocaute Técnico (socos)                | Mix Fight Tournament                      | 14/12/2007 | 1     | 1:48  | Yaroslavl                     | |
| Vitória | 26-3    | Ishkhan Zakharian       | Finalização (chave de braço)           | Mix Fight Tournament                      | 14/12/2007 | 1     | 2:56  | Yaroslavl                     | |
| Vitória | 25-3    | Andrey Oleinik          | Finalização (chave de calcanhar)       | Mix Fight Tournament                      | 14/12/2007 | 1     | 1:30  | Yaroslavl                     | |
| Vitória | 24-3    | Timur Gasanov           | Finalização (estrangulamento ezekiel)  | MMA Professional Cup                      | 23/11/2007 | 1     | 1:19  | Perm                          | |
| Vitória | 23-3    | Alavutdin Gadzhiyev     | Finalização (estrangulamento ezekiel)  | MMA Professional Cup                      | 23/11/2007 | 1     | 0:46  | Perm                          | |
| Vitória | 22-3    | Adlan Amagov            | Finalização (estrangulamento ezekiel)  | MMA Professional Cup                      | 23/11/2007 | 1     | 1:00  | Perm                          | |
| Vitória | 21-3    | Krzysztof Kulak         | Finalização (estrangulamento bulldog)  | KSW 8                                     | 10/11/2007 | 1     | 2:50  | Varsóvia                      | Ganhou o Torneio de Pesados do KSW 8                                                                         |
| Vitória | 20-3    | Karol Bedorf            | Finalização (triângulo)                | KSW 8                                     | 10/11/2007 | 1     | 1:03  | Varsóvia                      | |
| Vitória | 19-3    | Lukasz Wos              | Finalização (mata leão)                | KSW 8                                     | 10/11/2007 | 1     | 0:50  | Varsóvia                      | |
| Vitória | 18-3    | Shamil Nurmagomedov     | Finalização (estrangulamento ezekiel)  | Legion Fight 1                            | 20/10/2007 | 1     | N/A   | Rostov-on-Don                 | |
| Derrota | 17-3    | Chael Sonnen            | Decisão (unânime)                      | BodogFight                                | 02/12/2006 | 3     | 5:00  | Vancouver, Colúmbia Britânica | |
| Vitória | 17-2    | Ishkhan Zakharian       | Finalização (triângulo)                | Legion Fight - Black Sea Cup              | 15/08/2006 | 1     | 1:21  | Anapa                         | |
| Vitória | 16-2    | Vladimir Rudakov        | Finalização (triângulo)                | IAFC – Cup of Russia in Pankration        | 14/04/2006 | 1     | 2:41  | Novosibirsk                   | Ganhou o Pankration Cup of Russia                                                                            |
| Vitória | 15-2    | Magomed Sultanakhmedov  | Finalização (triângulo de braço)       | IAFC – Cup of Russia in Pankration        | 14/04/2006 | 1     | 0:35  | Novosibirsk                   | |
| Vitória | 14-2    | Shavkat Urakov          | Finalização (mata leão)                | IAFC – Cup of Russia in Pankration        | 14/04/2006 | 1     | 0:41  | Novosibirsk                   | |
| Derrota | 13-2    | Flavio Luiz Moura       | Finalização (mata leão)                | M-1 Mixfight – Middleweight GP Finals     | 09/10/2004 | 1     | 1:11  | São Petersburgo               | Perdeu o GP de Médios do M-1 Mixfight                                                                        |
| Vitória | 13-1    | Marcelo Alfaya          | Decisão (unânime)                      | M-1 Mixfight – Middleweight GP Finals     | 09/10/2004 | 2     | 5:00  | São Petersburgo               | |
| Vitória | 12-1    | Azred Telkusheev        | Finalização (chave de calcanhar)       | M-1 Mixfight – Middleweight GP            | 27/08/2004 | 1     | 0:38  | São Petersburgo               | |
| Vitória | 11-1    | Ubaidula Chopolaev      | Finalização (mata leão)                | M-1 Mixfight – Middleweight GP            | 27/08/2004 | 1     | 0:48  | São Petersburgo               | |
| Vitória | 10-1    | Ramin Tagiev            | Finalização (mata leão)                | M-1 Mixfight - Middleweight GP            | 27/08/2004 | 1     | 2:03  | São Petersburgo               | |
| Vitória | 9-1     | Igor Bondarenko         | Finalização (mata leão)                | Land of Peresvit                          | 07/12/2001 | 1     | 2:03  | Kiev                          | Ganhou o Título Meio-Pesado.                                                                                 |
| Vitória | 8-1     | Gennadiy Matsigora      | Finalização (triângulo)                | Land of Peresvit                          | 07/12/2001 | 1     | 2:25  | Kiev                          | |
| Vitória | 7-1     | Gennadiy Matsigora      | Finalização (chave de braço)           | InterPride 1999                           | 16/05/1999 | 1     | 2:03  | Carcóvia                      | |
| Vitória | 6-1     | Vladimir Malyshev       | Nocaute Técnico (golpes)               | InterPride 1999                           | 16/05/1999 | 1     | 2:30  | Carcóvia                      | |
| Vitória | 5-1     | Clarence Thatch         | Nocaute Técnico (socos)                | International Super Challenge 1998        | 16/03/1998 | 1     | 3:43  | Kiev                          | |
| Derrota | 4-1     | Leonid Efremov          | Finalização (mata leão)                | Absolute Fighting Championship 2          | 30/04/1997 | 1     | 2:48  | Moscou                        | |
| Vitória | 4-0     | Igor Akinin             | Finalização (guilhotina)               | Absolute Fighting Championship 2          | 30/04/1997 | 1     | 1:20  | Moscou                        | |
| Vitória | 3-0     | Artem Kondratko         | Finalização (mata-leão)                | Ukraine Open No Holds Barred Championship | 30/04/1997 | 1     | 4:09  | Kharkov                       | |
| Vitória | 2-0     | Sergey Zalikhvatko      | Nocaute Técnico (socos)                | Ukraine Open No Holds Barred Championship | 30/04/1997 | 1     | 1:51  | Ucrânia                       | |
| Vitória | 1-0     | Alexander Kruglenko     | Finalização (mata-leão)                | Ukraine Open No Holds Barred Championship | 30/04/1997 | 1     | 3:06  | Ucrânia                       | |